# San Pedro del Paraná
São Pedro do Paraná (em castelhano San Pedro del Paraná) é um distrito do departamento de Itapúa, Paraguai.

## Transporte
O município de San Pedro del Paraná é servido pelas seguintes rodovias:
- Ruta 08, que liga a cidade de San Estanislao ((Departamento de San Pedro) ao município de Coronel Bogado.
- Caminho em terra ligando a cidade ao município de Edelira.
- Caminho em pavimento ligando a cidade ao município de La Paz.[1][2][3]

## Sources
- World Gazeteer: Paraguay – World-Gazetteer.com